# Astragalus wilmottianus
Astragalus wilmottianus là một loài thực vật có hoa trong họ Đậu. Loài này được Stoj. miêu tả khoa học đầu tiên.